# Lac Naturel de Barbellino
Le lac Naturel de Barbellino (à ne pas confondre avec le lac de Barbellino situé à proximité) se trouve en haute valle Seriana (province de Bergame), dans le bassin délimité par les sommets de la cime di Caronella (2 871 m), la cime di Caronella (2 612 m), le Mont Torena (2 911 m), le Passo di Pila (2 513 m), le Pizzo Strinato (2 836 m) et le Monte Costone (2 836 m). 
Le lac est situé dans un bassin naturel où convergent les eaux provenant de la fonte des neiges, des fréquentes précipitations et des petits lacs situés le long des creux, en direction du Passo di Pila et du Passo di Caronella. 
Pour y arriver, il faut partir de Valbondione, prenons le refuge Curò et longer le lac de Barbellino en direction du lac Naturel de Barbellino. Le sentier bien balisé dure environ 3 h 30 et n'est pas difficile. Le refuge Barbellino se dresse sur les rives du lac. 
Tous les sommets environnants du lac sont accessibles par des sentiers balisés. 

## Galerie

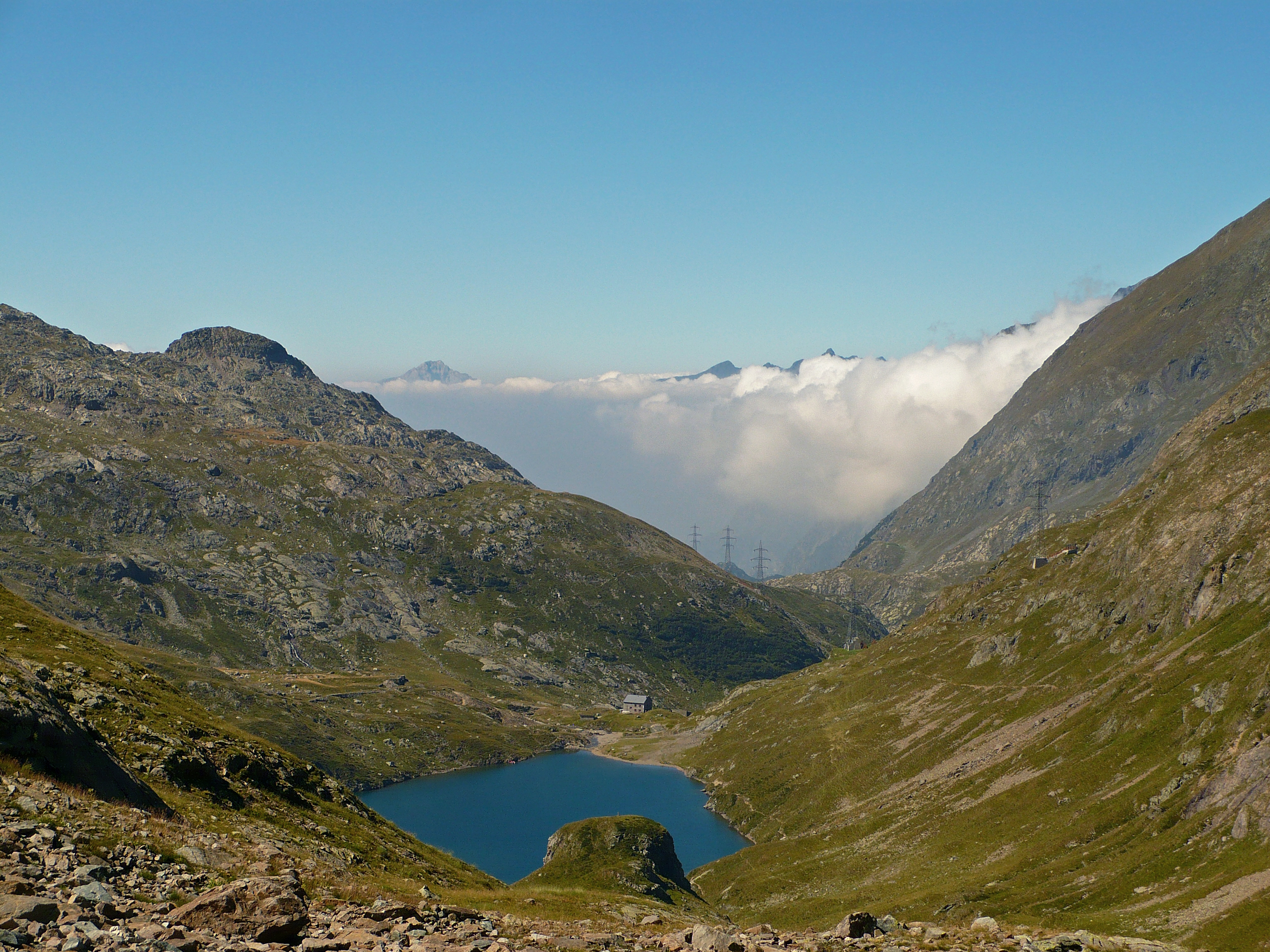
Le lac et le refuge Barbellino depuis le chemin menant au Passo di Pila.
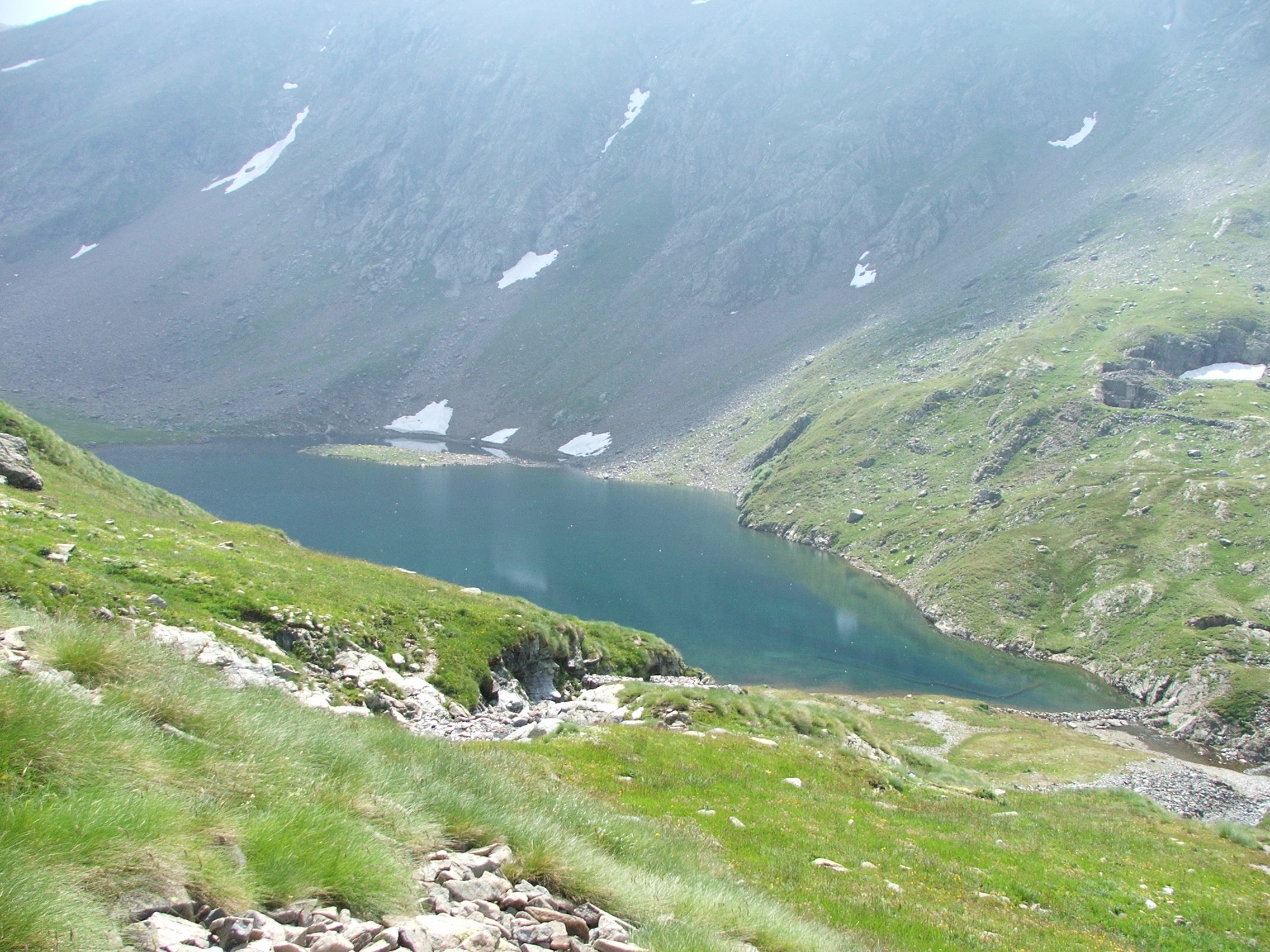
Le lac.
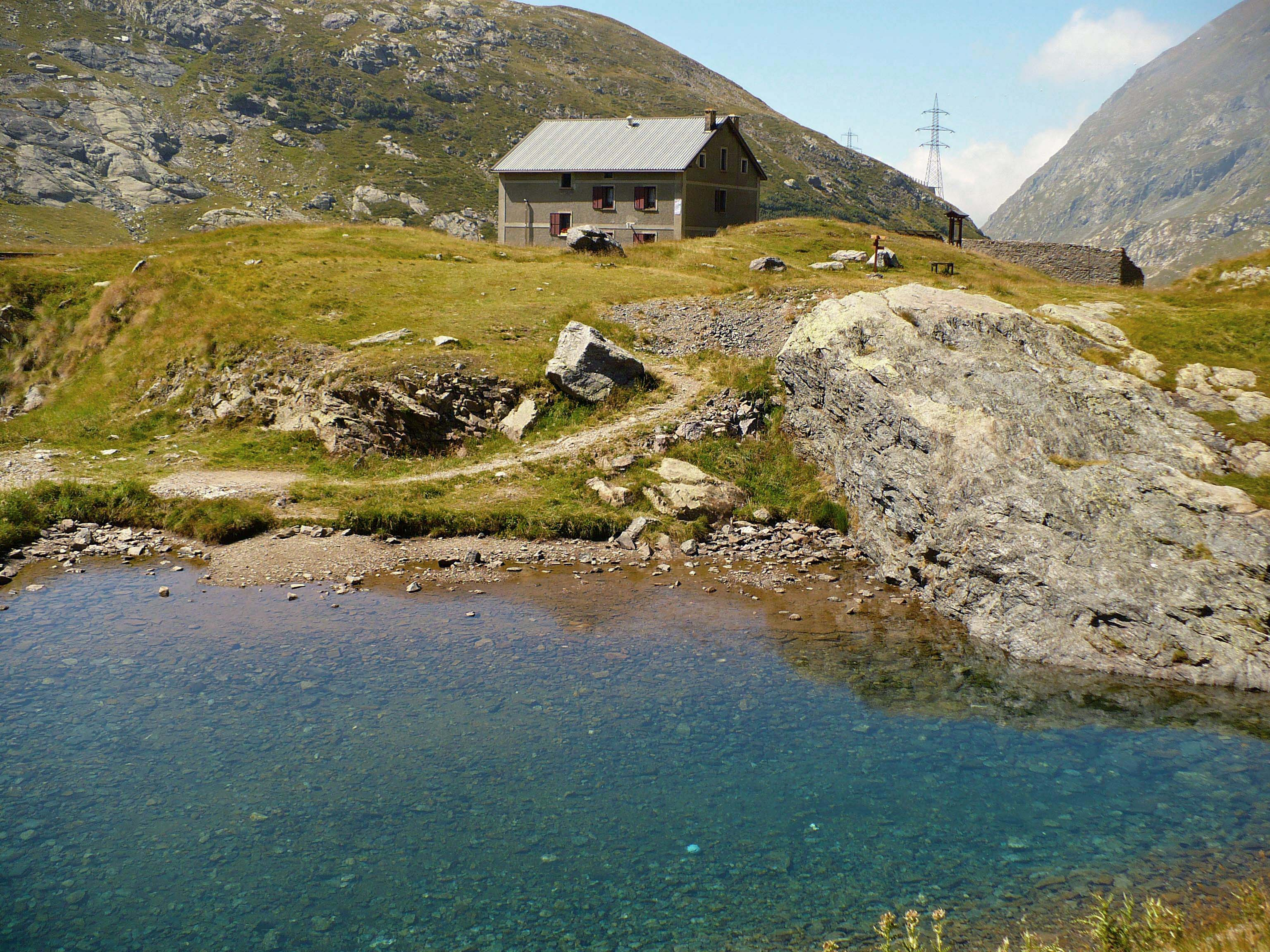
Le refuge Barbellino situé au bord du lac.
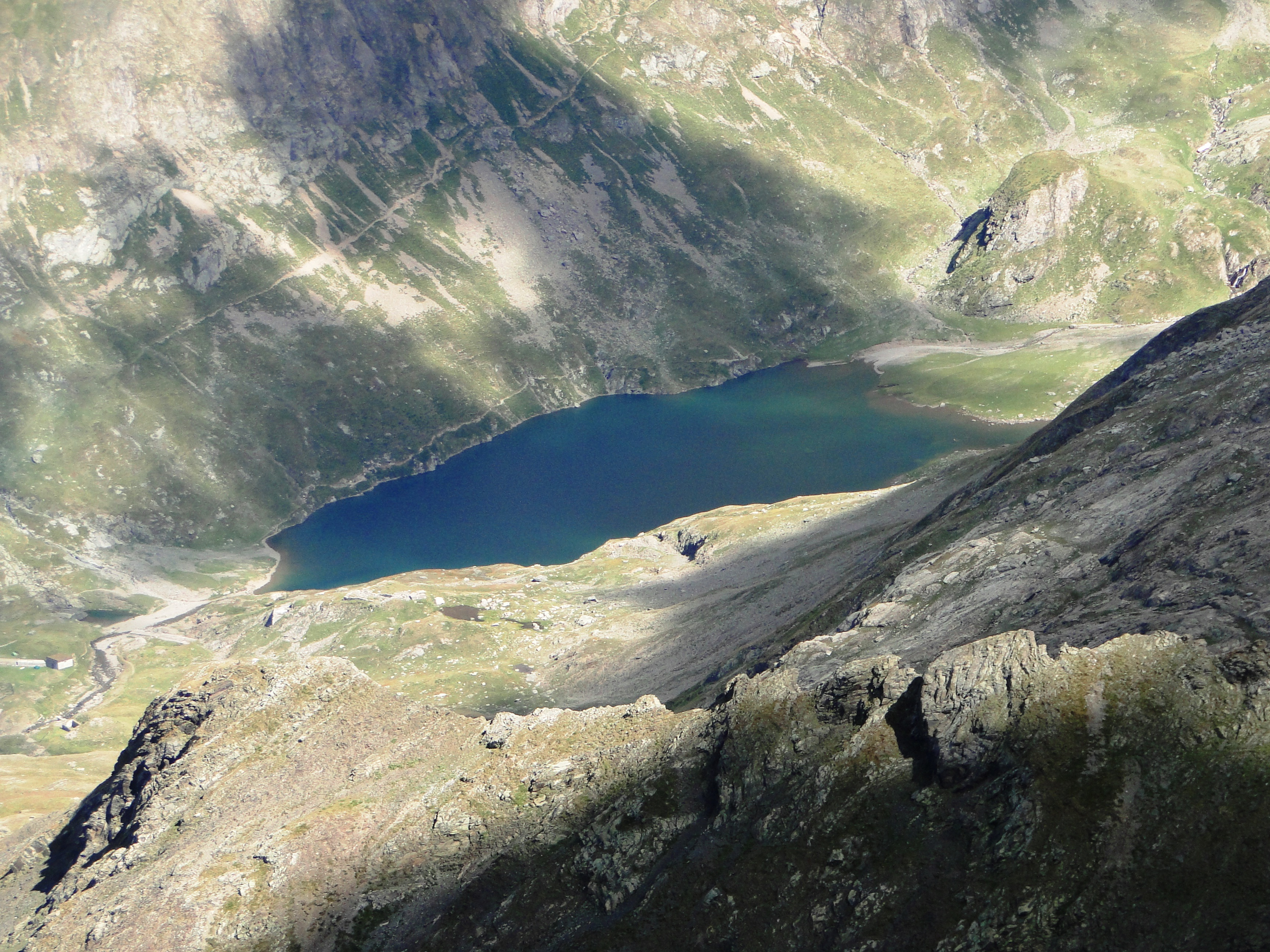
Le lac vu de Pizzo Recastello.
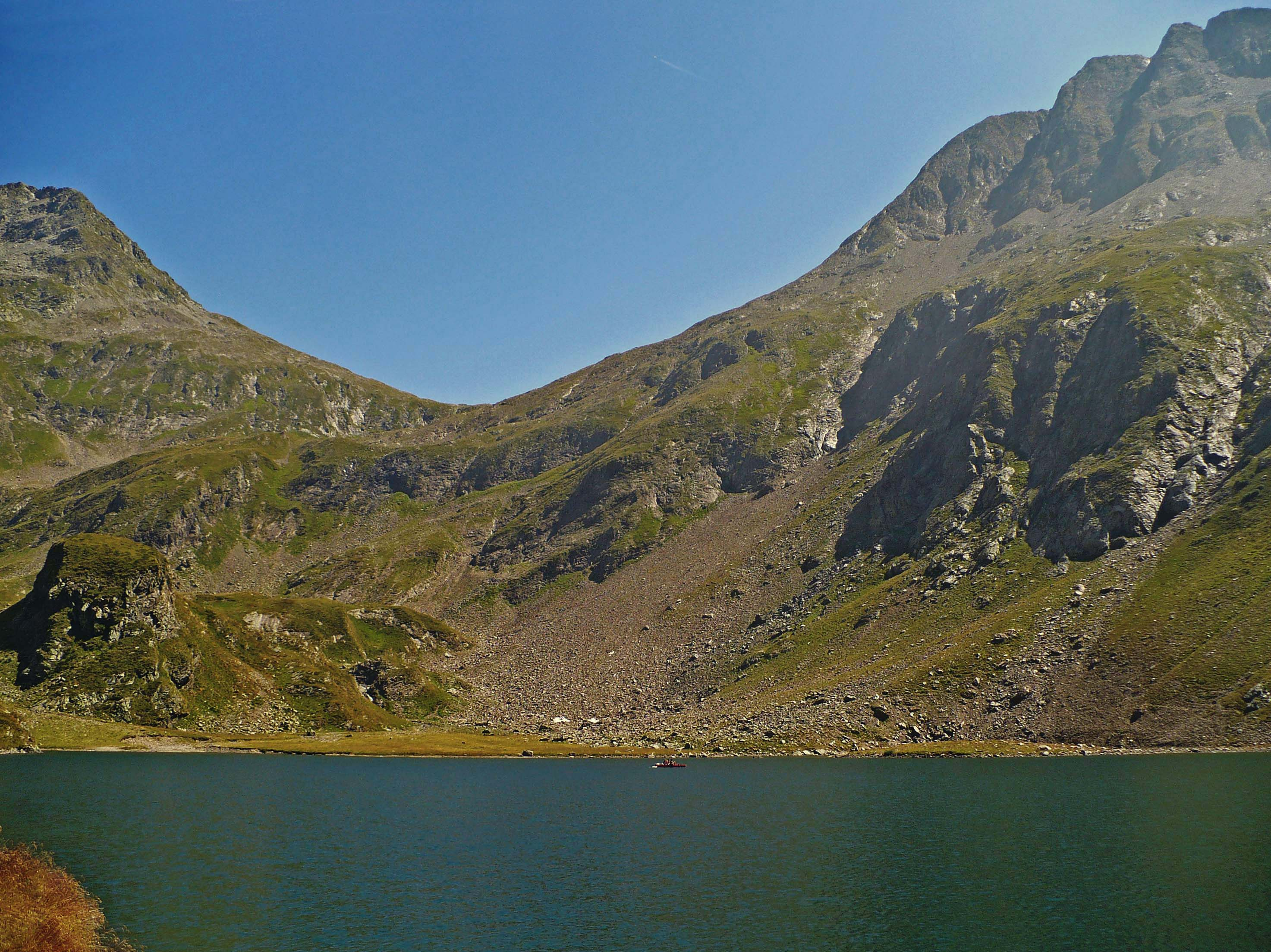
Le Passo di Pila vu du lac.
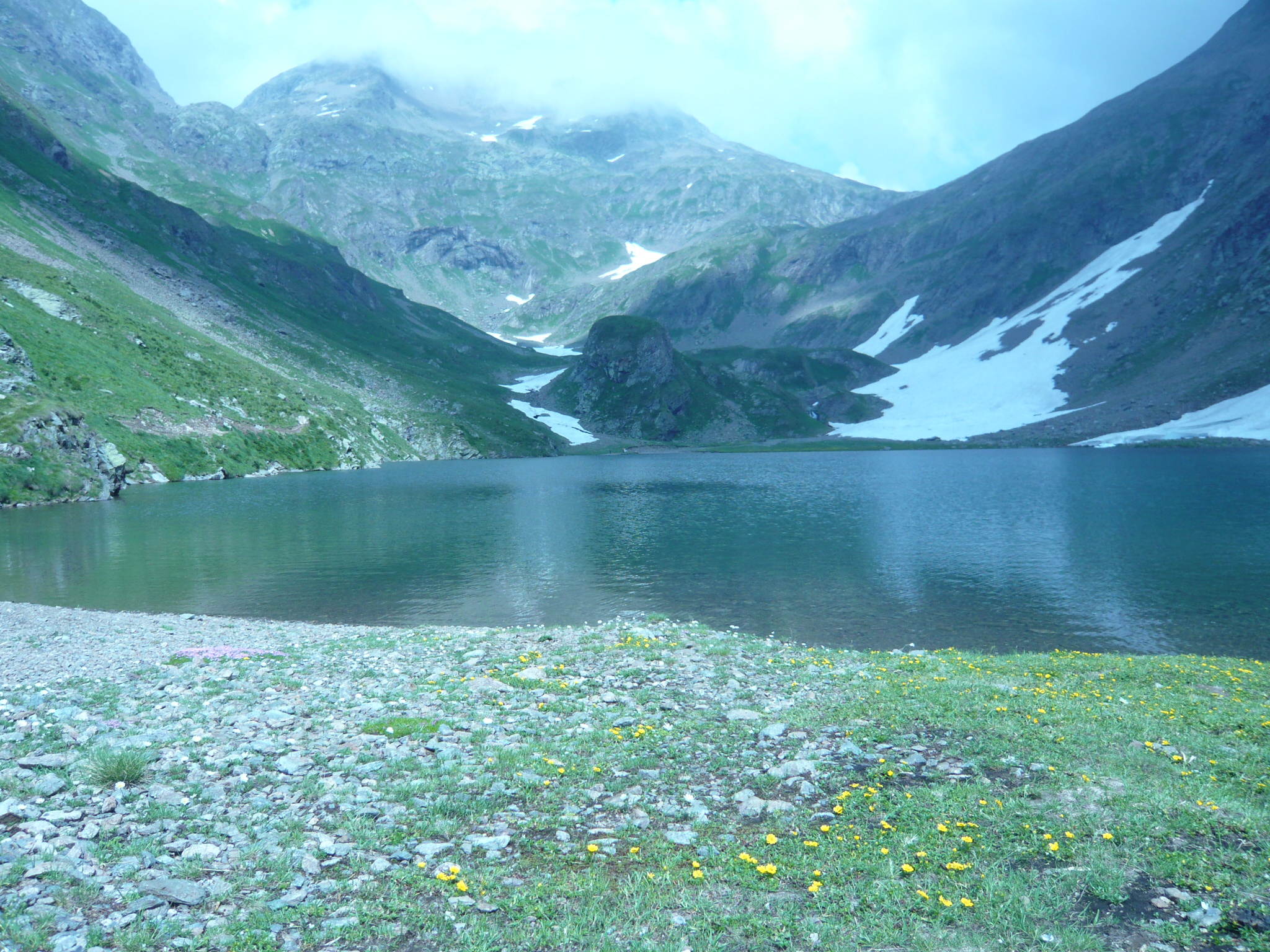
Le lac Naturel de Barbellino avec le Mont Torena en arrière-plan.
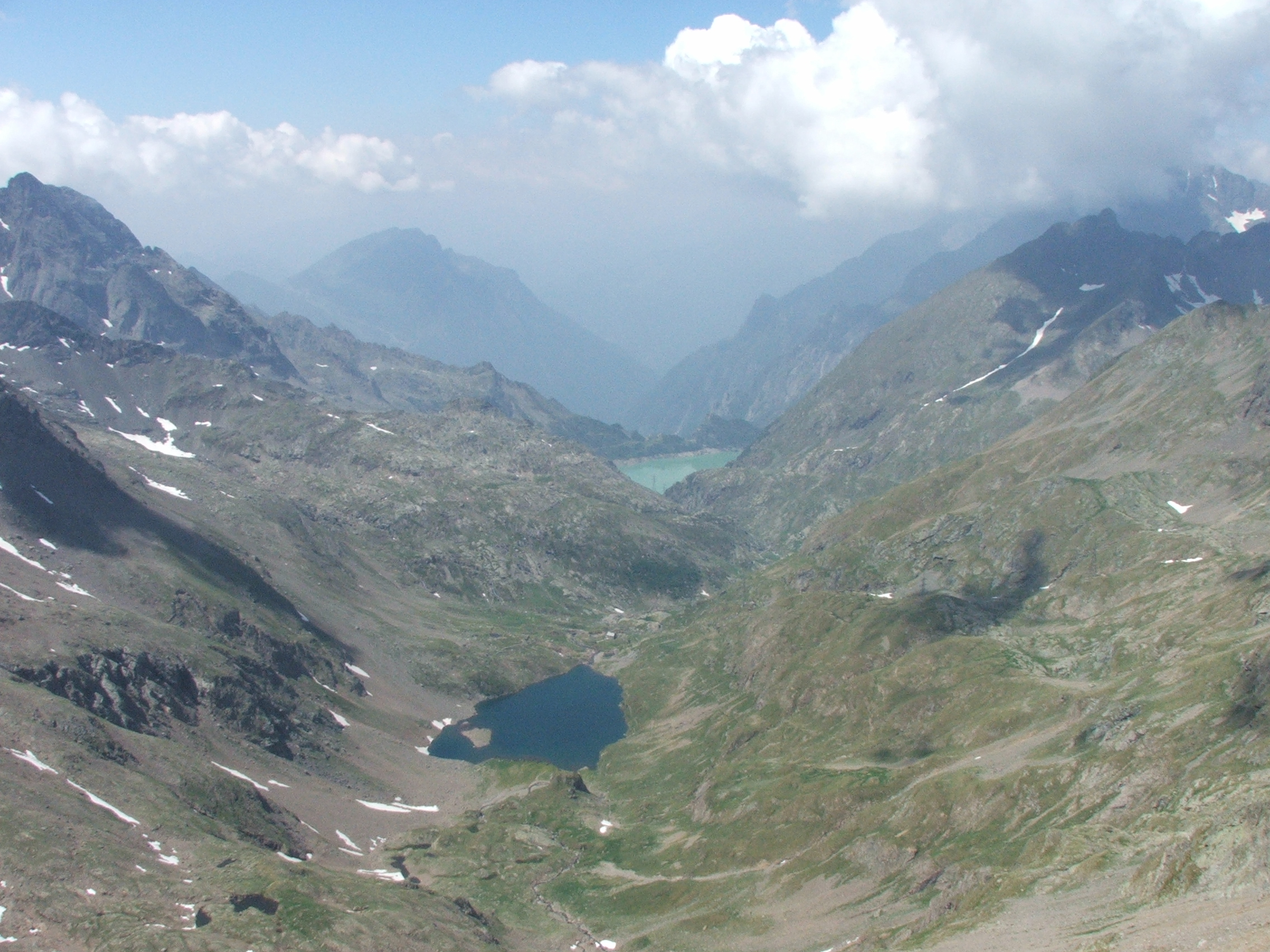
Le lac Naturel de Barbellino vu du Mont Torena.